# کالج بروکلین
کالج بروکلین (انگلیسی: Brooklyn College) بروکلین کالج یک دانشگاه ارشد و دانشگاه شهری نیویورک است که در مرز محله‌های میدوود و فلت‌بوش، بروکلین، نیویورک قرار دارد.

## موقعیت
کالج بروکلین در سال ۱۹۱۰ با ایجاد یک بخش فرعی در کالج شهر برای تربیت معلم آغاز به کار کرد. سپس برای دانشجویان مرد سال اول کلاس‌های شبانه دائر شد. این کالج رسماً در سال ۱۹۱۷ آغاز به کارکرد. در سال ۱۹۳۰ کالج توسط هیئت آموزش عالی شهرستان نیویورک مجوز گرفت تا شاخه‌های کالج هانتر و برکلین و کالج نیویورک در هم ترکیب شوند، تا پیش از این کالج هانتر کالج زنانه بود - و کالج شهر نیویورک - کالج مردانه - هر دو کالج در سال ۱۹۲۶ تأسیس شدند. با ادغام شدن این کالج‌ها، کالج بروکلین اولین کالج تخصصی علوم انسانی درشهر نیویورک شد.
مجله اخبار آمریکا و جهان رتبه این مدرسه را ۸۳ و به عنوان یکی از کالج‌های منطقه‌ای (منطقه شمالی) محسوب می‌کند. این مدرسه به لحاظ تنوع و موقعیت در رتبه‌بندی سال ۲۰۰۳ پرینستون جزو ۱۰ کالج اول به‌شمار می‌رفت. در رتبه‌بندی کالج‌های آمریکا در سال ۲۰۰۹ جزو ۵۰ کالج اول است.